# Argo Aadli
Argo Aadli, född 12 april 1980 i Kunda, Estland, är en estnisk skådespelare.

## Filmografi (urval)
- 2002 – Namnen på marmortavlan
- 2005 - Malev

## Källare
- Argo Aadli på Internet Movie Database (engelska)